# 벤하닷 1세
벤하닷 1세(히브리어: בן הדד bn hdd; 아람어: בר הדד)는 아람의 왕으로 구약성경에 등장한 내용으로만 알려져있다.
헤시온의 손자이자 다브림몬의 아들로 유다 왕국의 임금 아사가 이스라엘 왕국의 임금 바아사의 공격을 받자 성전 창고와 왕궁 참고에 남아있던 은과 금을 모조리 거두어 신하들을 시켜 다마스쿠스의 벤하닷 1세에게 보내 구원군을 요청했다.
이에 벤하닷은 군대 장수들을 보내 이스라엘 왕국의 성읍들을 치게 했는데 이욘과 단, 아벨 벳 마아카와 온 킨네렛과 납탈리 전 지역을 쳐부수었고 결국 바아사는 후퇴할 수밖에 없었다.
후에 이 지역을 아시리아 제국의 임금이 정복했다는 기록을 보아 공격 후 적당한 조건하에 이스라엘에게 다시 돌려주었던 것으로 추정된다.